# Macuahuitl

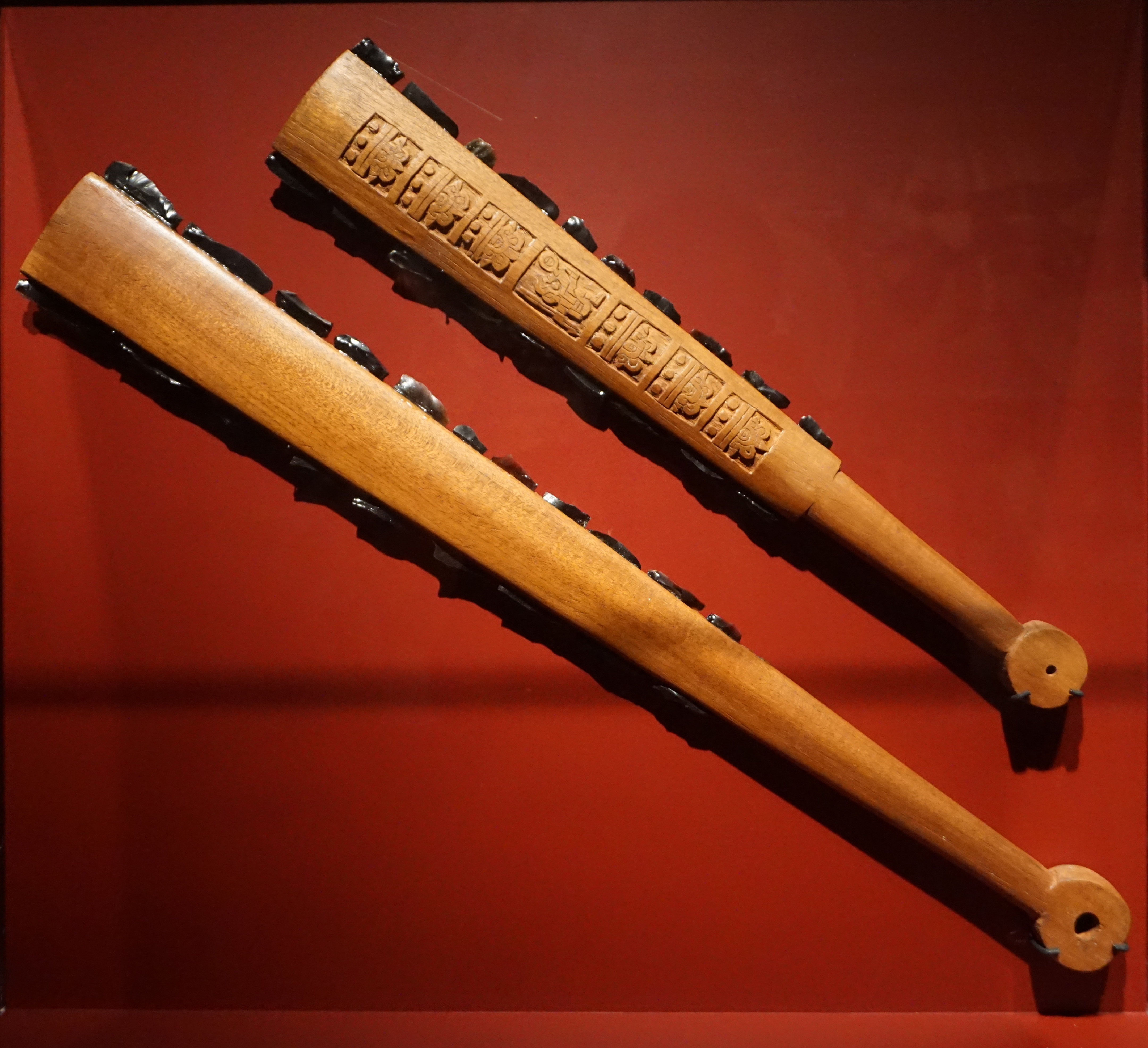
Macuahuitl, repliche realizzate nel 2019 da Jorge Bertin Nicolás Salazar sulla base di disegni trovati in codici e descrizioni in spagnolo.

Il macuahuitl era un'arma bianca inizialmente diffusa presso gli Aztechi e poi presso i vicini Maya e altre civiltà precolombiane dell'America centrale. Letteralmente "Bastone" in lingua nahuatl, era nota anche in Spagna col nome Taíno di macana.

## Storia
Il macuahuitl era l'armamento base dei gradi superiori della gerarchia militare Azteca e veniva usato anche nei frequenti sacrifici umani richiesti dalle religioni precolombiane mesoamericane.

## Fabbricazione
Il macuahuitl era una mazza piatta e larga più o meno quanto una mano, con i bordi ricoperti da lame di ossidiana. Essendo l'ossidiana molto fragile, quest'arma, nonostante la sua maneggevolezza, era molto meno efficace delle spade europee o asiatiche, ma ugualmente devastante. Alcune fonti infatti sostenevano che potesse decapitare un cavallo. La più attendibile di queste fonti è senz'altro Bernal Díaz del Castillo, esploratore spagnolo e cronista della spedizione di Hernán Cortés, raccontata nel suo libro Historia verdadera de la conquista de la Nueva España.